# Glyphipterix formosametron
Glyphipterix formosametron is een vlinder uit de familie van de parelmotten (Glyphipterigidae). De wetenschappelijke naam van de soort is voor het eerst geldig gepubliceerd in 1992 door Arita & Heppner.